# Ne ver', ne boysia
«Ne ver', ne boysia» (cirílico, "Не верь, не бойся"; en español, No creas, no temas; también conocida como Ne ver', ne boysia, ne prosi (cirílico, "Не верь, не бойся, не проси", en español, No creas, no temas, no preguntes) es la canción con la que el dúo ruso t.A.T.u participó en el Festival de la Canción de Eurovisión 2003, quedando en tercer lugar.
El título de la canción se basa en un dicho común en las prisiones rusas, que pasó a la cultura popular a través del libro Archipiélago Gulag, de Alexander Solzhenitsyn.
La canción se publicó por primera vez en el maxi sencillo británico Not Gonna Get Us, el 19 de mayo de 2003. También se editó un vídeo en el año 2004. El vídeo es como la continuación de Not gonna get us, ya que relata como a Yulia la encuentran y encarcelan y Lena, desesperada, hace todo lo posible por sacarla de la cárcel hasta que lo logra.

## Posicionamiento
| Listas                 | Posición |
| ---------------------- | -------- |
| Belgica Top 50 Singles | 27       |
| Dinamarca Top 20       | 10       |
| Eurovision             | 3        |
| Letonia Airplay Chart  | 14       |
| Rusia Airplay Chart    | 2        |